# Mauro Thibau

Mauro Thibau (1964)

Mauro Thibau (* 10. Juli 1923 in Rio de Janeiro; † Anfang September 2005) war ein brasilianischer Bergwerks- und Energieminister.

## Leben
Mauro Thibau schloss 1946 ein Studium an der Escola Nacional de Engenharia (ENE) in Rio de Janeiro ab und wurde bei der Companhia Auxiliar de Empresas Elétricas Brasileiras (CAEEB), einem Tochterunternehmen der American & Foreign Power Company (AMFORP) ein Tochterunternehmen der Electric Bond and Share Company, beschäftigt. Von 1950 bis Februar 1952 wurde er bei der Companhia de Desenvolvimento dos Vales do São Francisco e do Parnaíba (CVSF) beschäftigt, wo er 1950 ein Konzept zur Elektrifizierung des Bundesstaates Minas Gerais entwickelte. Ab Februar 1952 leitete er die Centrais Elétricas de Minas Gerais (Cemig). Zu seinen Aufgaben gehörte die Ausbeutung von Bergbaukonzessionen sowie die Finanzierungsplanung des Elektrizitätsversorgungsunternehmens. Nach der Operação Brother Sam war er vom 17. April 1964 bis 15. März 1967 Bergwerks- und Energieminister im Kabinett von Humberto Castelo Branco.
In seine Amtszeit als Energieminister fiel am 12. November 1964 der Verkauf der American & Foreign Power Company properties in Brazil an die Eletrobrás.
Am 11. März 1966 nahm er an einem Treffen teil, bei dem der Bau des Itaipú verabredet wurde.